# Euclastini
De Euclastini zijn een geslachtengroep van vlinders van de familie van de grasmotten (Crambidae).

## Geslachten
- Afreuclasta Maes, 2023
- Euclasta Lederer, 1855